# سسک زیردم‌زرد
سسک زیردم‌زرد (نام علمی: Phylloscopus cantator)، گونه‌ای از سسک‌های برگی (از خانواده سسکان برگی) است که در گذشته در مجموعه «سسکان جهان قدیم» گنجانده شده بود.
در بنگلادش، بوتان، چین، هند، لائوس، میانمار، نپال و تایلند یافت می‌شود. زیستگاه طبیعی آن جنگل‌های کوهستانی مرطوب نیمه‌گرمسیری یا گرمسیری است.

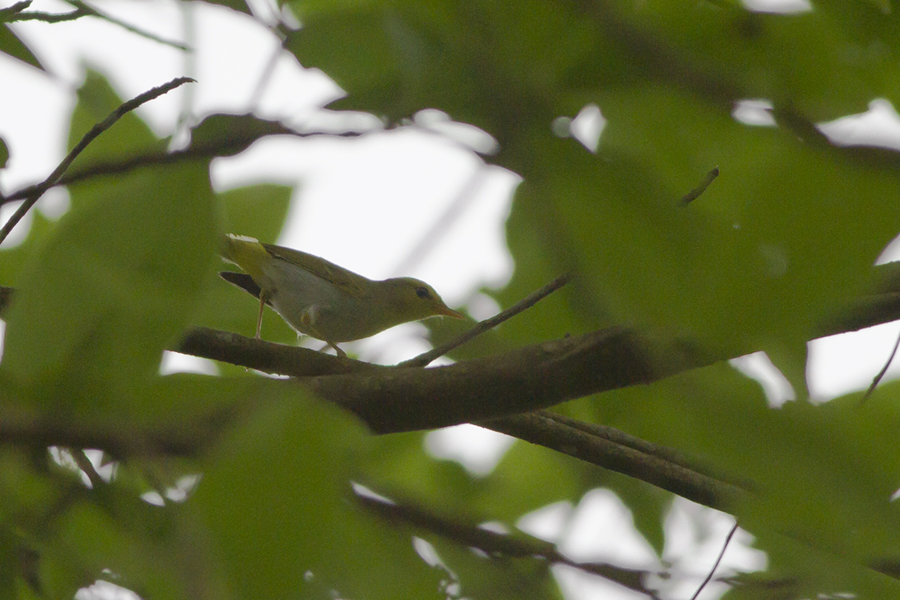
یک فرد در پناهگاه حیات وحش ماهاندا، بنگال غربی.